# Bruno César
Bruno César Zanaki (Santa Bárbara d'Oeste, 3 de novembro de 1988) é um ex futebolista brasileiro que atuava como meio-campista.

## Carreira

### Categorias de base
Seus primeiros toques de bola foram no União Barbarense, mas foi para o Bahia onde foi revelado para a grande massa em 2005, onde chegou a treinar com o elenco profissional. Bruno César na época jogava de atacante, e ganhou destaque ao ser Campeão Baiano Juvenil, onde foi vice-artilheiro, com 23 gols, e foi lá que chamou atenção do São Paulo, e conseguiu na justiça sua liberação para o clube paulista em 2006.
Lá, foi utilizado nos juniores, onde disputou a Copa São Paulo de Júnior.
Depois de passar pelo São Paulo, Bruno César chegou para defender o time B do Palmeiras na Série A-3 (Terceira Divisão) do Paulistão.
Do Palmeiras, Bruno César seguiu para o Grêmio e também não se firmou. Entretanto, começou a ganhar destaque em seguida, atuando pelo Ulbra, no Campeonato Gaúcho.
De lá, foi para o Noroeste até ganhar destaque no Paulistão de 2010 defendendo o Santo André. Por conta disso, chegou ao Corinthians com a missão de, enfim, ser o substituto ideal de Douglas, campeão da Série B, Paulista e Copa do Brasil.

### Profissional
Bruno voltou a atuar com regularidade no profissional no ano de 2009, quando disputou o Campeonato Paulista pelo Noroeste e em seguida o Campeonato Brasileiro pelo Santo André. Estreou pela equipe do grande ABC na vitória contra o Coritiba por 4–2, e fez seu primeiro gol em partida válida pela segunda rodada do Campeonato, mas acabou não tendo oportunidades no restante da competição.
Em 2010 se tornou um dos principais jogadores da equipe, onde se destacou no Campeonato Paulista, principalmente nas finais contra o Santos.
Bruno Cesar ainda teve uma passagem rápida pelo Bahia.

### Corinthians
O jogador chamou a atenção do clube ao fazer um ótimo Campeonato Paulista pelo Santo André em 2010, ajudando a equipe a ser vice-campeão e foi contratado pelo Corinthians, no dia 7 de maio de 2010.
Logo na sua estreia, no dia 26 de maio de 2010, marcou seu primeiro gol pelo Corinthians no empate por 2–2 com o Grêmio Prudente numa cobrança de falta aos 29' do segundo tempo.
No Campeonato Brasileiro, foi um dos principais responsáveis pela boa campanha do Timão, sendo o artilheiro isolado do time com quinze gols em 34 partidas. Ao fim do ano, foi eleito a revelação do Brasileirão pelo Prêmio Craque do Brasileirão e pelo Troféu Mesa Redonda. As boas atuações o renderam ainda indicação em outras duas categorias: Craque do campeonato e Melhor meia pela esquerda.
No ano seguinte, porém, após a eliminação precoce do Corinthians na Libertadores, o jogador foi muito criticado pela torcida e terminou sacado da equipe, o que gerou sua insatisfação.

#### Gols pelo Corinthians
|      | Data           | Local                           | Placar | Resultado | Adversário       | Gols | Competição |
| 2010 | 2010           | 2010                            | 2010   | 2010      | 2010             | 2010 | 2010       |
| ---- | -------------- | ------------------------------- | ------ | --------- | ---------------- | ---- | ---------- |
| 1.   | 26 de maio     | Presidente Prudente, Prudentão  | 2–2    | 2–2       | Prudente         | 1    | Brasileiro |
| 2.   | 30 de maio     | São Paulo, Pacaembu             | 2–1    | 4–2       | Santos           | 1    | Brasileiro |
| 3.   | 6 de junho     | Rio de Janeiro, Engenhão        | 1–0    | 2–2       | Botafogo         | 1    | Brasileiro |
| 4.   | 7 de julho     | Campo Grande, Morenão           | 2–0    | 6–0       | Comercial-MS     | 1    | Amistoso   |
| 5.   | 18 de julho    | São Paulo, Pacaembu             | 1–0    | 1–0       | Atlético Mineiro | 1    | Brasileiro |
| 6.   | 25 de julho    | São Paulo, Pacaembu             | 2–1    | 3–1       | Guarani          | 2    | Brasileiro |
| 7.   | 25 de julho    | São Paulo, Pacaembu             | 3–1    | 3–1       | Guarani          | 2    | Brasileiro |
| 8.   | 15 de agosto   | Florianópolis, Aderbal R. Silva | 1–1    | 2–3       | Avaí             | 2    | Brasileiro |
| 9.   | 15 de agosto   | Florianópolis, Aderbal R. Silva | 2–3    | 2–3       | Avaí             | 2    | Brasileiro |
| 10.  | 4 de setembro  | São Paulo, Pacaembu             | 1–1    | 5–1       | Goiás            | 1    | Brasileiro |
| 11.  | 26 de setembro | Porto Alegre, Beira Rio         | 2–2    | 2–3       | Internacional    | 1    | Brasileiro |
| 12.  | 29 de setembro | São Paulo, Pacaembu             | 1–0    | 1–1       | Botafogo         | 1    | Brasileiro |
| 13.  | 24 de outubro  | São Paulo, Pacaembu             | 1–0    | 1–0       | Palmeiras        | 1    | Brasileiro |
| 14.  | 3 de novembro  | São Paulo, Pacaembu             | 1–0    | 4–0       | Avaí             | 1    | Brasileiro |
| 15.  | 28 de novembro | São Paulo, Pacaembu             | 1–0    | 2–0       | Vasco da Gama    | 1    | Brasileiro |
| 2011 |                |                                 |        |           |                  |      |            |
| 16.  | 13 de março    | Mirassol, José C. Maia          | 3–2    | 3–2       | Mirassol         | 1    | Paulista   |

### Benfica
Insatisfeito no Corinthians, acertou sua ida para o Benfica, de Portugal, onde jogou a até o fim da outra temporada. O jogador, que custou 5 milhões de euros (cerca de 12 milhões de reais) ao clube português, assinou contrato com sua nova equipe até junho de 2017. No dia 16 de junho, foi apresentado pelo clube..
Na sua estreia, Bruno César marcou o seu primeiro gol contra o Feirense, driblando dois marcadores e finalizando com categoria. Contra o Nacional da Madeira, aproveitou bobeada da defesa e marcou outro bonito gol.
No primeiro jogo dos Encarnados na Liga dos Campeões, Bruno César marcou o gol da vitória da equipe portuguesa fora de casa, contra a equipa romena do Otelul, seguido de um outro tento decisivo na vitória encarnada contra o Basel. Contudo, o momento mais marcante do Bruno Cesar como jogador do Benfica  foi o gol que marcou nos acréscimos contra o Braga. Bruno César não vinha fazendo boas atuações e estava aberto ao mercado.

### Al-Ahli
Em 2013 defendeu o Al-Ahli, da Arábia Saudita.

### Palmeiras
No dia 23 de janeiro de 2014, foi anunciado o empréstimo de Bruno ao Palmeiras por um ano. No acordo, Bruno aceitou jogar no time por um salário inferior. Retornou ao Al-Ahli em 2015, após ter um rendimento abaixo do esperado no Palmeiras.

### Estoril-Praia
Em agosto de 2015, o jogador foi anunciado como reforço do clube do Estoril-Praia.

### Sporting
No dia 13 de novembro de 2015, Bruno César acertou com o Sporting, mas só poderia começar a jogar a partir de 1 de janeiro de 2016. Sua multa rescisória foi estipulada em € 60 milhões (R$ 245,4 milhões), com um contrato até 2020.
Na segunda temporada pelo clube (2015/2016), a primeira completa, disputou 42 jogos e fez oito gols.
Marcou gols importantes na Liga dos Campeões de 2016–17, contra Real Madrid, Juventus e Borussia Dortmund.
Na última temporada, 2017/2018, Bruno César disputou 33 partidas (22 vitórias, sete empates e quatro derrotas) e fez dois gols - ao todo, esteve em campo por 1.381 minutos.

### Vasco da Gama
Após quatro anos fora do Brasil, acertou seu retorno em dezembro de 2018, para defender a equipe cruzmaltina. Sua estreia ocorreu no dia 30 de janeiro, na vitória do Vasco da Gama sobre a Portuguesa por 1–0, válida pelo Campeonato Carioca de 2019. Não demorou para que Bruno começasse a se destacar pelo Cruzmaltino, já na partida contra o Boavista, Bruno foi decisivo nos dois gols da vitória do Vasco. Bateu a falta que resultou no primeiro, e deu assistência para Rossi no segundo. Marcou seu primeiro gol na vitória por 2–0 diante da equipe do Resende, em partida válida pela Taça Rio. No dia 7 de abril de 2019, Bruno marcou seu segundo gol com a camisa do Vasco, cobrando pênalti na vitória de 2–1 contra o Bangu, em jogo válido pela semifinal do Carioca. No clássico contra o Fluminense, válido pelo Brasileirão, Bruno entrou no segundo tempo e marcou um golaço de falta, garantindo assim a vitória do Vasco por 2–1.
No início de 2020 foi afastado e autorizado a procurar um novo clube. Em maio do mesmo ano, no entanto, entrou em acordo com o Vasco, aceitou reduzir o salário, foi reintegrado e renovou até maio de 2022.
Ao todo, disputou 44 jogos e marcou quatro gols.

### Penafiel
Em outubro de 2020, foi emprestado ao Penafiel até o fim de maio de 2021. Em sua primeira temporada, disputou 26 jogos, marcou cinco gols e deu cinco assistências pelo clube português.
Após rescindir com Vasco, em julho de 2021 assina por dois anos com Penafiel.
Pelo Penafiel, Bruno César fez 41 jogos e marcou cinco gols, entrando em campo pela última vez em agosto de 2022.

### XV de Piracicaba
Em janeiro de 2023, é anunciado pelo XV de Piracicaba para disputar a Série A2 do Campeonato Paulista. Estreou em 19 de janeiro, no empate com o Taubaté em 1 a 1, no Barão da Serra Negra, entrando no segundo tempo da partida e ficando 19 minutos em campo.
Em 13 de abril de 2023, deixa o clube, após sete jogos e sem atuar desde fevereiro por problemas físicos.

## Seleção Brasileira
No dia 27 de outubro de 2011, Bruno foi convocado pelo técnico Mano Menezes para a disputa de dois amistosos, contra o Gabão e o Egito.

## Títulos
Benfica
- Taça da Liga: 2011–12

Al Ahli
- Copa da Arábia Saudita: 2014–15

Sporting
- Taça da Liga: 2017–18

Vasco Da Gama
- Taça Guanabara: 2019

### Prêmios individuais
- Revelação do Campeonato Paulista: 2010[32]
- Prêmio Craque do Brasileirão - Revelação: 2010
- Troféu Mesa Redonda - Revelação: 2010

### Outras conquistas
Palmeiras
- Troféu Julinho Botelho: 2014